# Hemitriccus josephinae
Hemitriccus josephinae е вид птица от семейство Tyrannidae.

## Разпространение
Видът е разпространен в Бразилия, Гвиана и Суринам.